# フライ・バイ・ワイヤ

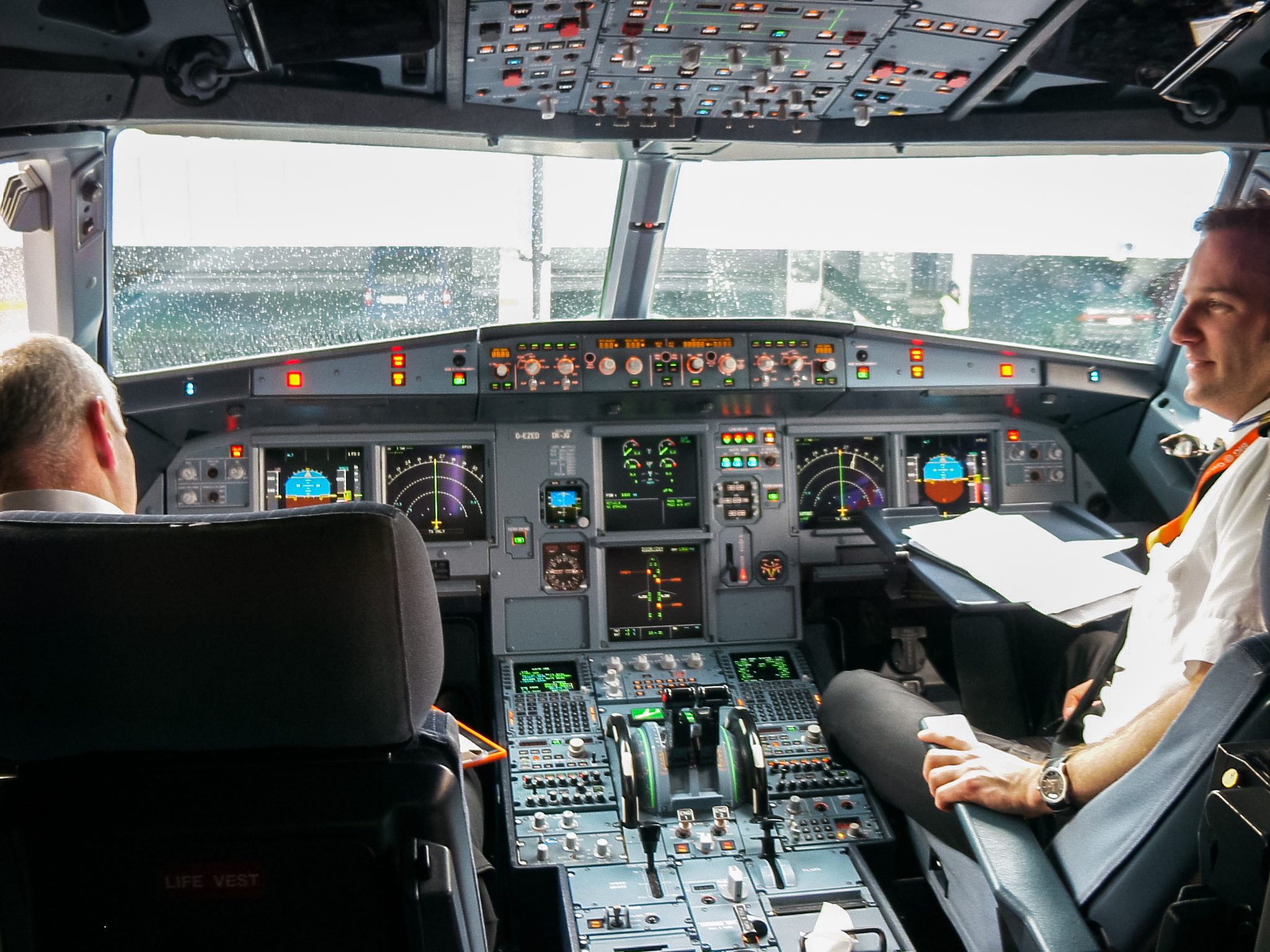
エアバスA320ファミリーは、フルグラスコックピットとデジタル・フライ・バイ・ワイヤ飛行制御システムを搭載した最初の民間旅客機。唯一のアナログ計器は、無線方向探知機、ブレーキ圧力指示器、スタンバイ高度計、姿勢指示器。後者の2つは、後の生産モデルでデジタル統合スタンバイ計器システムに置き換えられた。

フライ・バイ・ワイヤ（英語: Fly by wire, FBW と略される）とは、航空機等の操縦・飛行制御システムの1種。直訳すると「電線による飛行」。航空機の従来の手動飛行制御を電子インターフェースに置き換えるシステム。
飛行制御装置の動きは、ワイヤによって送信される電子信号に変換され、飛行制御コンピューターは、各制御面でアクチュエータを動かして、順序付けられた応答を提供する方法を決定する。機械式飛行制御バックアップシステム（ボーイング777など）を使用することも、完全なフライ・バイ・ワイヤ制御を使用することもできる。
なお、同様なジェットエンジン（推力）のコンピュータによる制御は全デジタル電子式エンジン制御と呼ばれ飛行制御とは別となっていることが多いが、21世紀の今日では両者を統合した「飛行推進統合制御」への発展が研究されている。

## 概要
フライ・バイ・ワイヤ以前の機力操縦システムでは、パイロットが操縦桿（輪）やラダーペダルに与えた入力は、金属製のロープ（鋼索、この分野における「ワイヤ」との呼び分けでは「ケーブル」と呼ぶ）、ロッド、滑車による機械的リンクを経由して直結、あるいは油圧式や電動式、空気圧式等のアクチュエータの補助により、補助翼・昇降舵・方向舵などの操縦翼面が動かされていた。自動操縦も自動操縦装置がケーブルなどへ機械的入力を与えることで達成されていた。
フライ・バイ・ワイヤでは、パイロットの操作をセンサーによって感知し電気信号で伝え、アクチュエータを動作させ操縦翼面を操作するものである。実際には、パイロットの操作はコクピットにある発信器と人工感覚装置で電気信号に変換され、機体にかかる加速度や傾きを検知するセンサとコンピュータを組込んだシステムを介して、アクチュエータへ電線で伝達されており、操縦者の感知能力を補うことができるシステムとなっている。操縦桿や方向舵ペダルは操縦者の操縦信号をコンピュータに入力するためのものとなるため、今までの操縦システムでの重さと操舵量の2つの機械的入力が不要となり、加える力の大きさの入力信号だけで十分となる。
従来の操縦システムにおいて、航空機の姿勢を変える場合には機体ごとに異なる量の当て舵を操縦士が適切に当てる必要があったが、フライ・バイ・ワイヤでは、コンピュータが計算して必要な分だけ当て舵を取ることが可能となり負担が軽減された。また飛行性能が良くても、操作性や安定性が悪く操縦が困難な航空機を実用化することが可能となった。
アナログコンピュータを使用した初期のものはアナログFBW、デジタルコンピュータを使用するものはデジタルFBWと呼ばれる。また電気信号を伝える電線を複数にして、多重系にすることにより冗長性を持たせている。
おおむね以下のような利点と欠点がある。
利点
- ケーブル・ロッド・滑車などの機械部品が電線に置き替えられることにより、重量の軽減化と繁雑な機械部品の点検作業が不要となり、操縦系の整備性の向上と電子機器の自己診断機能が可能となる。
- 機械的な機構から信号線に替わることにより、配線と操縦系統の設計の自由度が高まる（ジョイスティック型操縦桿の登場）。
- コンピュータを介在させることによる以下の利点
  - プログラムをオートパイロットなどのシステムと統合することが可能となる。旅客機では飛行管理装置へ入力すればFBWの制御も最適な値に調整されるため、パイロットは離陸・巡航・着陸の各モードを選択するだけでフラップやスポイラーを細かく調整をする必要がない。
  - 自動制限機能（リミッタ）により、失速や荷重などによる飛行制限を気にすることなく操縦可能。それに伴いパイロットの負担が減少する。また、旅客機には、操縦力（パイロットが操縦桿を操作する力）を速度によって変化させて、パイロットが過大な操縦を行うことを防ぐ人工感覚装置と呼ばれる操作感覚を最適化する装置が装備されている。さらに手動操縦時にもオートパイロットを操縦アシストや安全装置として利用する機種も登場している。
  - パイロット誘導振動を動的に抑制することが可能。リミッターと異なる機能として、離着陸モード時のみ動作させることもできる。
  - エレボンやフラッペロンには複雑な角度計算と操縦桿とペダルの動きを合成する機構が必要となるが、コンピュータであれば瞬時に計算し各動翼のアクチュエータを最適な角度に設定できる。同様に、差動昇降舵や差動補助翼、スポイレロンやテイルロンといった従来であれば複雑な機構もコンピュータの計算で実現でき、それらを組み合わせた複雑な機体制御も可能となる。
  - 静安定性緩和などのCCV技術導入による機動性向上。戦闘機ではトレードオフの関係にあった安定性と機動性を両立することが可能となった。旅客機では機体の振動を抑制することで快適性が向上する。
  - 左右の補助翼や昇降舵を同一方向に動かすことで空力ブレーキとして利用できるため着陸滑走距離を短くすることが可能。手動での調整は難しいがセンサーで計測することにより機体が傾かない角度に調整が可能である。
  - 機械式の操縦系と比較して操縦系を構成する電線の多重化が容易となるため、冗長性が確保しやすい。
  - 各種設定を変更することで飛行特性を異なる機種に近いものに変化させ、乱気流中の挙動などを調査する「インフライト･シミュレーション」が可能となる。
  - 本来異なる飛行特性を持つ機体の操縦感覚を近似させることによって、複数機種において相互乗員資格を設定したり、さらに一歩進めて同時定期運航乗務が可能となった。

欠点
- 飛行制御コンピュータとそれに伴う環境調節システムの設置による空間的・重量的制約。
- 導入初期に、プロテクション機能を正しく理解せず無理な操縦を行ったことが原因と思われる事故が発生した（エールフランス296便事故を参照）。
- 機体の制御をソフトウェアに依存しているため、ソフトウェアの欠陥（バグ、データの間違いなど）が事故につながる恐れがある。
  - グリペンの試作初号機は制御プログラムの欠陥により過度のパイロット誘導振動が発生し着陸に失敗し大破している。
  - ピトー管への着氷により正確な対気速度が入力されなくなったため自動操縦が解除されて失速状態に陥り、パイロットが対処を誤ったために墜落した事例がある。（エールフランス447便墜落事故を参照）

- 操作に対する油圧やリンクの応力（手応え）がないことによる以下の欠点
  - 物理的なリンクがない場合、系統が切れても操縦桿やペダルの重さが不変であるため、該当機能が正常に作動しているか感覚では把握しにくい。
    - 機長席と副操縦士席の操縦桿やペダルが物理的に結合されていない機種(エアバス機など)では、互いに相手がどのような動作をしているか感覚では把握できず、両者が逆の操作を続けて墜落した事例がある。(前出エールフランス447便墜落事故)

  - 急激な操作が可能になるため、戦闘機では旋回時にすぐに限界Gに達してしまい、G-LOCを起こしやすい。アメリカ空軍でF-16が導入されてから急激な操作によるG-LOCが原因の墜落が多発したことが一時期あった。

- 常に安定した電源が必要。
  - FBWのみで機械式のバックアップがない機体は、電源が喪失し制御コンピュータが停止すると操縦不能となり、最悪の場合墜落につながることになる。
  - 通常の航空機より多くの電力を必要とするため、発電能力の高い補助動力装置やラムエア・タービン、緊急時の電源として大容量のバッテリーを搭載する必要もある。
  - コンピュータの操縦系への介入を前提として設計された空力安定性が低い機体では、バックアップ系統があっても手動操縦が難しい。（マクドネル・ダグラス MD-11など）

### CAS
FBWへの移行の前段階として、CAS（Control Augmentation System; コントロール増強システム）と呼ばれるものがある。操縦桿およびフットペダルの操作を電気信号に変換して各動翼の油圧サーボ・シリンダを作動させるもので、コンピュータによる飛行制御を補助として用いるものである。FBWほどの効果は得られないが、コンピュータとリンク機構の片方が故障しても操縦可能という利点がある。F-15など第4世代ジェット戦闘機の一部に採用されている。

## 歴史

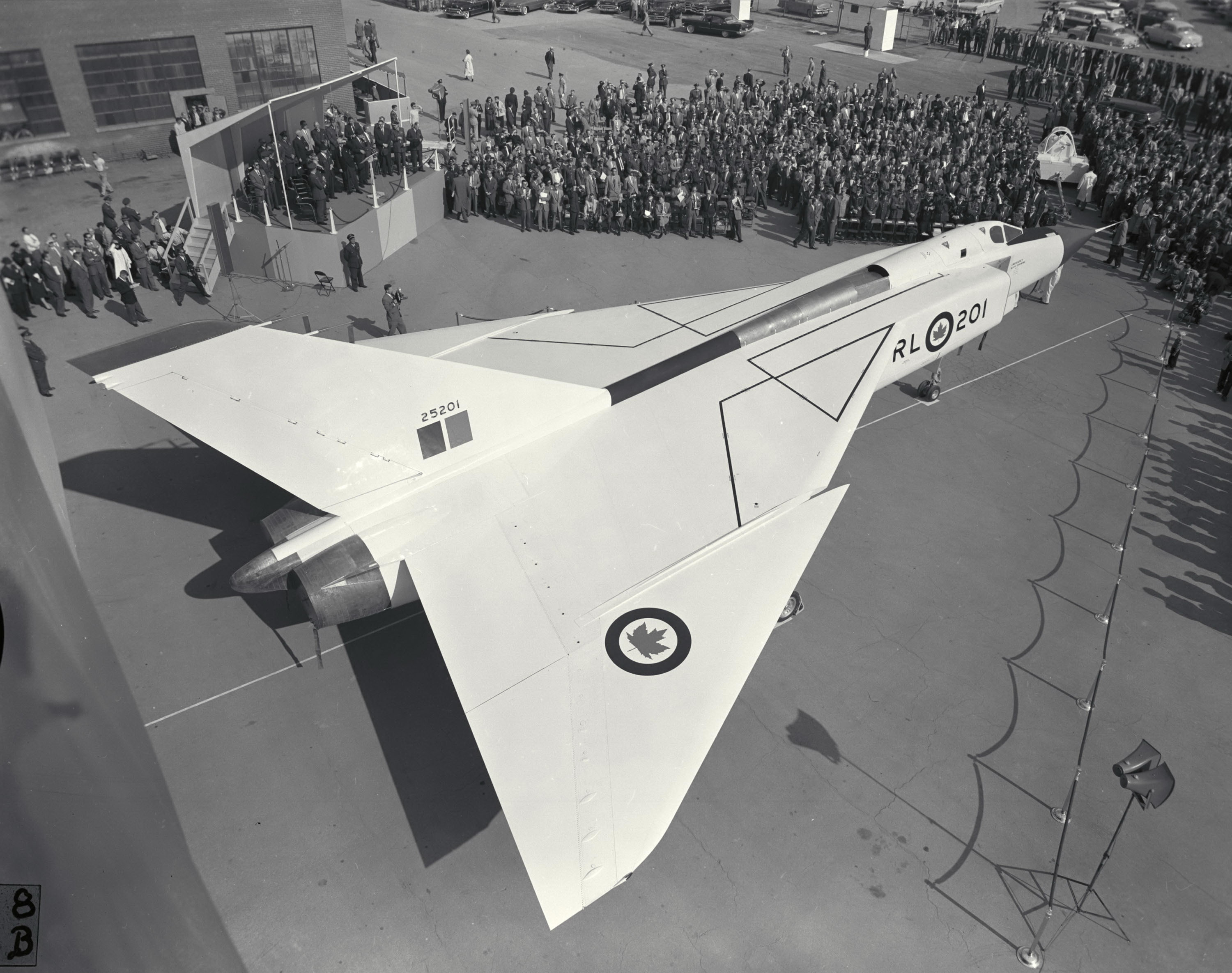
アブロ・カナダ CF-105 アローはフライ・バイ・ワイヤ制御システムで飛行した最初の試作航空機

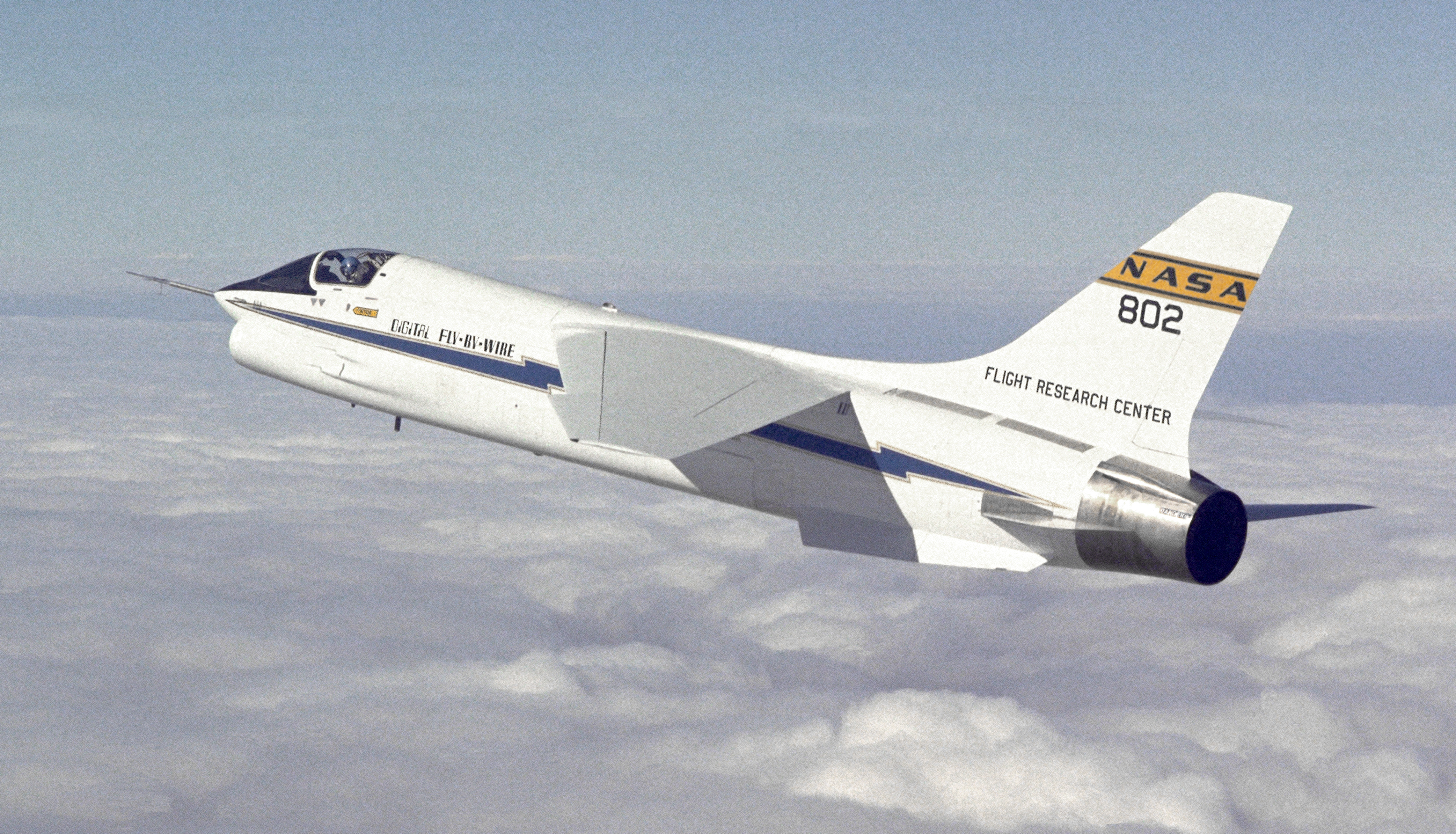
F-8 クルセイダー のデジタル・フライ・バイ・ワイヤのテスト飛行

1930年代にソビエトのツポレフANT-20は、最初にサーボ電気で作動する操縦でテストされた。機械的および油圧接続の長時間の実行は、ワイヤおよび電気サーボに置き換えられた。
1941年、シーメンスのエンジニアであるカール・オットー・アルトファーターは、航空機が電子インパルスによって完全に制御されるハインケル He111用の最初のフライ・バイ・ワイヤ・システムを開発およびテストをした。
1934年、カール・オットー・アルトファーターは、航空機が地面に接近したときにフレアさせた自動電子システムについて特許を申請した。
1958年に、フライ・バイ・ワイヤ飛行制御システムを使用して設計および飛行された最初の試作航空機は、アブロ・カナダ CF-105 アロー。
60年代初頭から中期にかけて、英国では、2人乗りのアブロ 707Cは、機械的バックアップを備えたフェアリーシステムで飛行した。機体が飛行時間を使い果たしたときにプログラムは縮小された。
1964年に、月面着陸試験機（LLRV）が、機械的なバックアップなしでフライ・バイ・ワイヤ飛行を開拓した。制御は、3つのアナログ冗長チャネルを備えたデジタルコンピュータを介して行われた。
1968年に最初に飛行したアポロ月面着陸試験機（LLTV）は、機械的または油圧バックアップのない最初の純粋な電子フライ・バイ・ワイヤ航空機である。
1969年、コンコルドは、最初のフライ・バイ・ワイヤで製造された民間旅客機である（アローは5機の製造でキャンセルされた試作機）。このシステムには、ソリッドステートコンポーネントとシステムの冗長性も含まれ、コンピューター化されたナビゲーションと自動検索および追跡レーダーと統合するように設計され、データのアップリンクとダウンリンクを使用して地上制御から飛行可能であり、パイロットに人工的な感触（フィードバック）を提供した。
1972年に、米国のNASAによってテスト航空機として電子的に改造されたF-8 クルセイダーは、機械的バックアップのない最初のデジタルフライバイワイヤー固定翼航空機。F-8は、アポロのガイダンス、ナビゲーション、および制御ハードウェアを使用していた。ほぼ同時に、ソ連で初めてのフライ・バイ・ワイヤのスホーイT-4も飛行した。また、イギリスでは、ロイヤル・エアクラフト・エスタブリッシュメントで改造されたホーカー ハンター戦闘機のトレーナーバリアントが、右席パイロット用のフライ・バイ・ワイヤ飛行制御を備えた。
1988年に、エアバスA320は、デジタル・フライ・バイ・ワイヤ制御を備えた最初の旅客機としてサービスを開始した。

## 採用例
フライ・バイ・ワイヤは、元々はアポロ計画での月着陸船やVTOL機などの空気力により安定を得られない宇宙船や航空機に使用されていた装置であったが、その後、超音速機の運動性向上や大型機の経済性向上の手段として採用されている。以下に採用例を示す。

### 軍用機

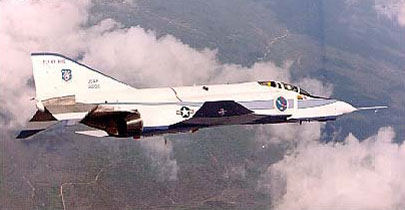
フライ・バイ・ワイヤを搭載したF-4実験機62-12200号機

軍用機では、試作のみで終わった大型戦闘機・CF-105 アローがデジタルFBWを採用していた。
実用機ではF-16に初めてアナログFBWが搭載された。F-16はCCV技術の導入により運動性の向上が図られており、以降の多くの戦闘機で同様の技術が採用されるようになった。F/A-18は実用機として初めてデジタルFBWを搭載し、F-16も後にデジタルFBWに換装された。
F-16以前においても、F-15の場合、機械系統が戦闘などで破損しても、前述のCASを通じて問題なく操縦が可能になっており、完全なデジタルFBWの一歩手前の状況まで来ていた。ただしCASはFBWと異なり1重のシステムであり、故障時を考慮して制御範囲を最大舵角の数%程度に抑えていたため、機体それ自体の安定性を放棄するCCV技術の導入は不可能であった。またF/A-18も機体の設計それ自体はF-16よりも古く、また機械的操縦機構をバックアップとして備えており、CCV技術の導入はされていない。
日本ではP2V-7にアナログFBWを搭載した可変特性研究機が開発され、データ収集が行われた。

### 民間機
旅客機では、コンコルドがはじめてアナログFBWを採用した。
エアバスはA320で、旅客機として初めてデジタルFBWを採用した。同時に操縦桿はジョイスティック型となり、操縦席の脇に配置された。操縦桿を含むコックピットレイアウトは以降のA330・A340・A380・A350などでも踏襲されており、A320以降のエアバス機での相互乗員資格を実現している。

エアバスではボーイングに比べるとコンピュータによるプロテクション機能を優先しており、その点も含めた設計思想の違いはたびたび議論の的となっている（前述のエールフランス296便事故や中華航空140便墜落事故を参照）。
マクドネル・ダグラスはベストセラー三発機DC-10の拡大型であるMD-11においてFBWを採用。DC-10に比して水平尾翼面積を30%削減して燃費の向上を計ったが、ETOPS認定で双発機での長距離路線が可能になったことで販売が伸び悩む。他の旅客機も軍需も振るわず窮地に陥った同社は、後にボーイングに吸収されることになる。
ボーイングは777で初めてデジタルFBWを採用した。形状は従来と似た操縦輪であり、エアバスのようなジョイスティックではない。プロテクション機能はあるものの、操縦感覚が重くなることでパイロットに注意を促すだけで、それ以上の力を操縦桿に加えれば、プロテクション機能を越える操縦をすることもできる。これは空中衝突などを避けるための急激な回避行動を取れるようにするための措置で、安全性に劣るということではない。
他にはイリューシンのIl-96、ボンバルディアのCRJシリーズ、エンブラエルのエンブラエル E-Jet（アナログFBW）などの例がある。

### ヘリコプター
ヘリコプターの操縦システムは、リンク機構やリンク機構を介して油圧アクチュエータを作動させることにより、メインローターやテールローターのブレードを動かす機体がほとんどであるが、フライ・バイ・ワイヤを採用しているものもある。例としてNH-90では、メインローターとテールローターをフライ・バイ・ワイヤによって制御する、また、メインローター、テールローター、エンジンの動きをモニタリングするセンサーと機体の姿勢を検知するセンサーからの情報を、FBWの飛行制御コンピュータにフィードバックすることにより機体を安定させるようになっている。

民間機では、ベル・ヘリコプターが開発中のベル 525がフライ・バイ・ワイヤを採用し、サイクリック・レバー（操縦桿）をサイドスティック式に配置している。
純然たるヘリコプターではないが、ティルトローター機であるV-22やAW609は固定翼機モードと回転翼機モードの間を転換する途中で飛行特性や機体の制御方法が変化することもあり、操縦系はコンピュータによって制御されたフライ・バイ・ワイヤによるもののみとなっている。

## 発展

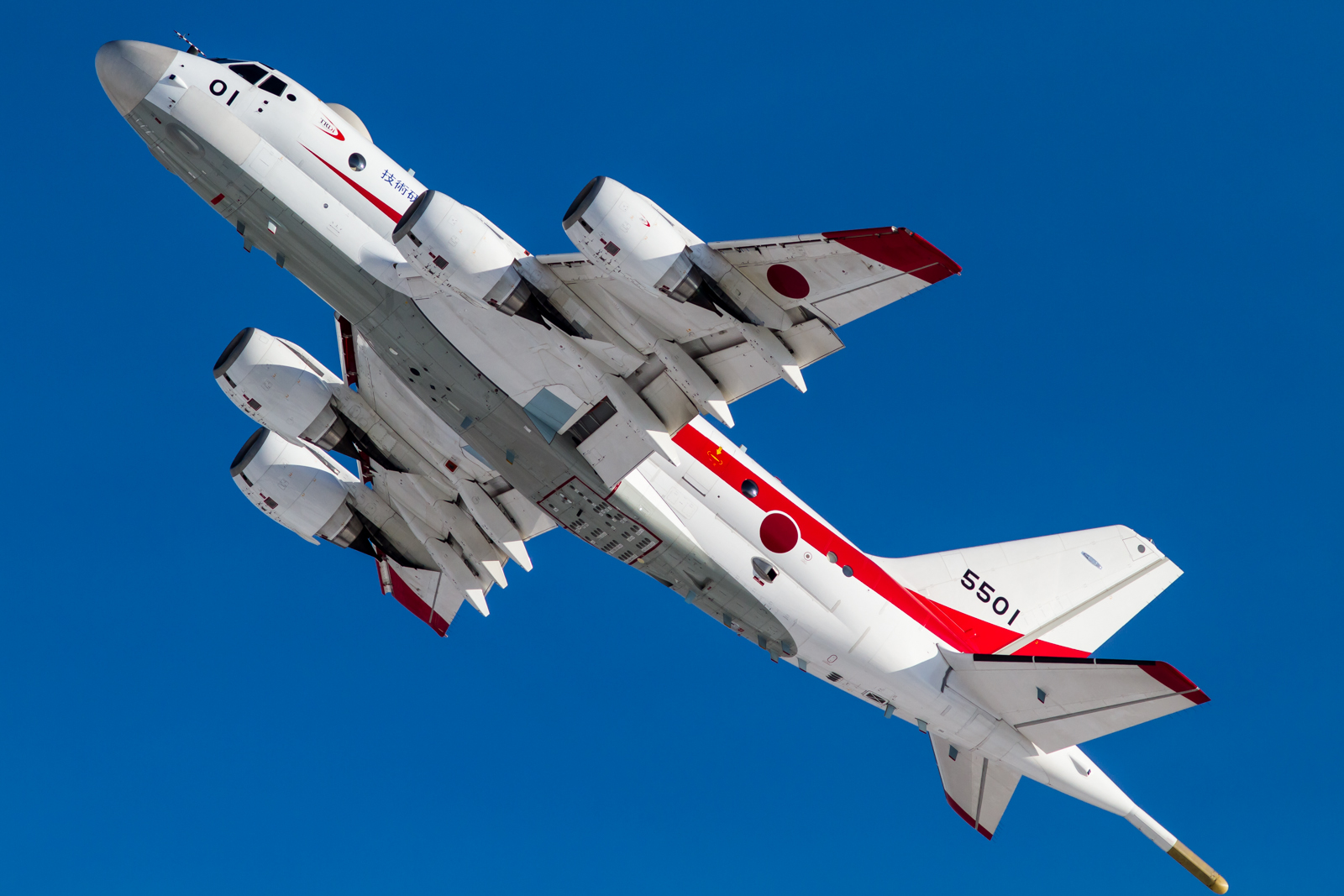
世界初のフライバイライトを採用した実用機 川崎 P-1

フライ・バイ・ライト

操舵信号を電線ではなく光ケーブルによって伝えるシステムはフライ・バイ・ライト (Fly-by-light, FBL) またはフライ・バイ・オプティクス (Fly-by-optics) と呼ばれる。フライ・バイ・ライトは電磁干渉に強く、電磁シールドを省けることによる更なる軽量化、高速大容量の伝送の実現、防火性に優れるなどというメリットがある。その反面、構造上光ファイバーは曲げ特性が銅線より劣るため配線には設計段階からの対応が必要であったり、断線時の修理が難しいというデメリットがある。実用機では川崎重工業の固定翼哨戒機P-1が唯一採用している。
他、F-22やF-35戦闘機では、レーダーや電子光学センサーの膨大な情報量に対処するため光通信が利用されている。操縦系統には使われていない。
民間機としてはワールドワイド・エアロス社が開発中のハイブリッド飛行船エアロスクラフトの試作機ドラゴンドリームで実証実験が行われた。

パワー・バイ・ワイヤ
現用機のFBWでは、電気信号が伝わるのは油圧アクチュエータまでである。そのため依然として油圧システム（タンク・ポンプ・配管・アクチュエータ）は存在し、重量と整備性においての課題となっている。このためアクチュエータとして、電動モーターまたは密閉式電気油圧式アクチュエータを採用し、タンク・ポンプ・配管を削減したシステムが開発され、パワー・バイ・ワイヤ (Power-by-wire, PBW) と呼ばれている。F-35やA380のバックアップシステムとして採用されている。

フライ・バイ・ワイヤレス
大型民間旅客機には10万本以上のワイヤーがあり、全長は470km、重量は5,700kgにもなる。また冗長化のために同じ信号を複数の異なる経路で二重三重に配線する必要が有り、ワイヤーを通すため隔壁に貫通部を設ける必要も有り、これは構造上の弱点になる。このようにワイヤーを配線するコストは膨大で、より設計を困難にし、製造・メンテナンスに多大なコストがかかる。無線にすれば劇的なコスト削減と軽量化、ワイヤーが切断されるような損傷でも通信を維持できる高い信頼性が期待できる。世界無線通信会議によって4.2GHz〜4.4GHzが割り当てられているが、レーダー電波高度計にも使用されているのでこれと共存が求められる。